# Ipswich

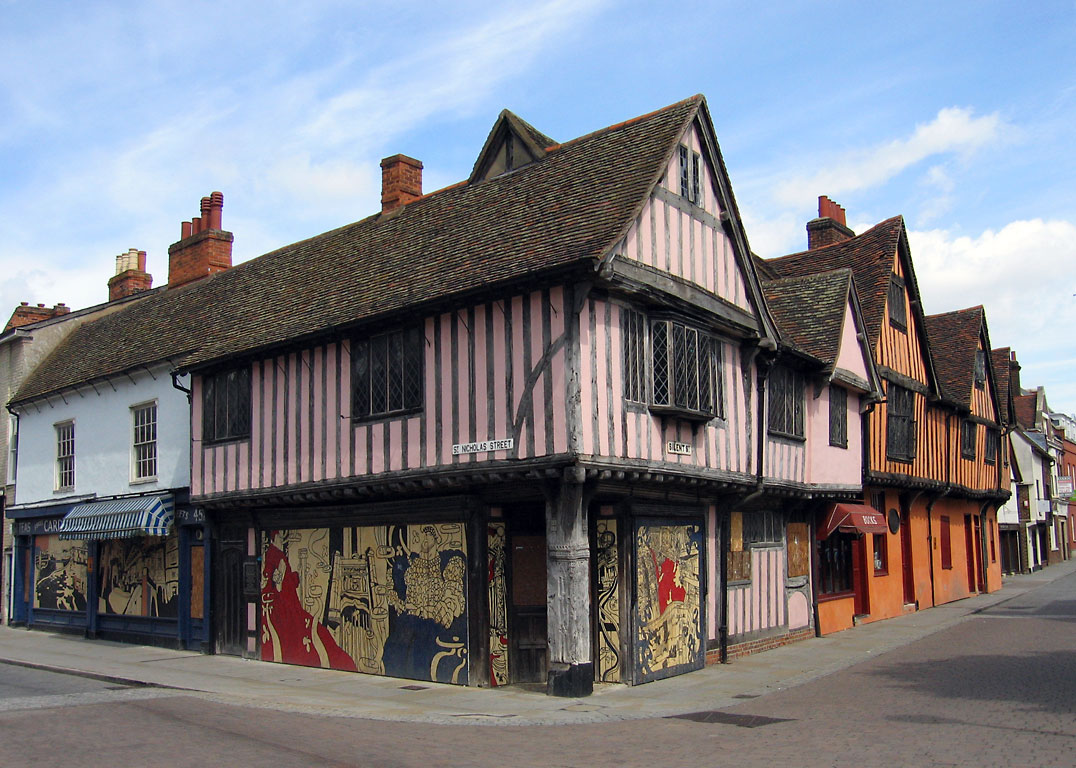
Trähus vid St Nicholas Street.

Ipswich (engelskt uttal: [ˈɪpswɪtʃ] lyssna (fil)) är en stad i grevskapet Suffolk i England. Staden är huvudort för Suffolk och ligger vid floden Orwells mynning i Nordsjön, cirka 107 kilometer nordost om London samt cirka 64 kilometer söder om Norwich. Tätortsdelen (built-up area sub division) Ipswich hade 144 957 invånare vid folkräkningen år 2011.
Ipswich växte fram som en anglosaxisk handelsplats på 600-talet. Den hette från början Gippeswick och blev en viktig hamnstad för handel och kommunikationer.
Staden nämndes i Domedagsboken (Domesday Book) år 1086, och kallades då Gepesuiz/Gepeswic/Gopeswic/Gopeswiz/Gipewid/Gipewiz/Gypeswiz. År 1200 erhöll Ipswich stadsrättigheter, och blev under medeltiden en betydande exporthamn för kläder. Under 1600-talet minskade stadens betydelse för att med industrialismen på 1800-talet återfå sin betydelse.
Mycket av den äldre bebyggelsen finns fortfarande kvar i staden.
Ipswich är en stor hamnstad, men är också känd för traktortillverkning.
Stadens fotbollsklubb Ipswich Town FC, som säsongen 1961/62 vann Football League, spelar sina hemmamatcher på Portman Road. Klubben vann även UEFA-cupen 1981.